# Childeberto I
Childeberto I (que en fráncico significa «Ingenioso combatiente»; Reims, 497-París, 13 de diciembre de 558) fue un rey franco, uno de los cuatro hijos de Clodoveo I.

## Biografía

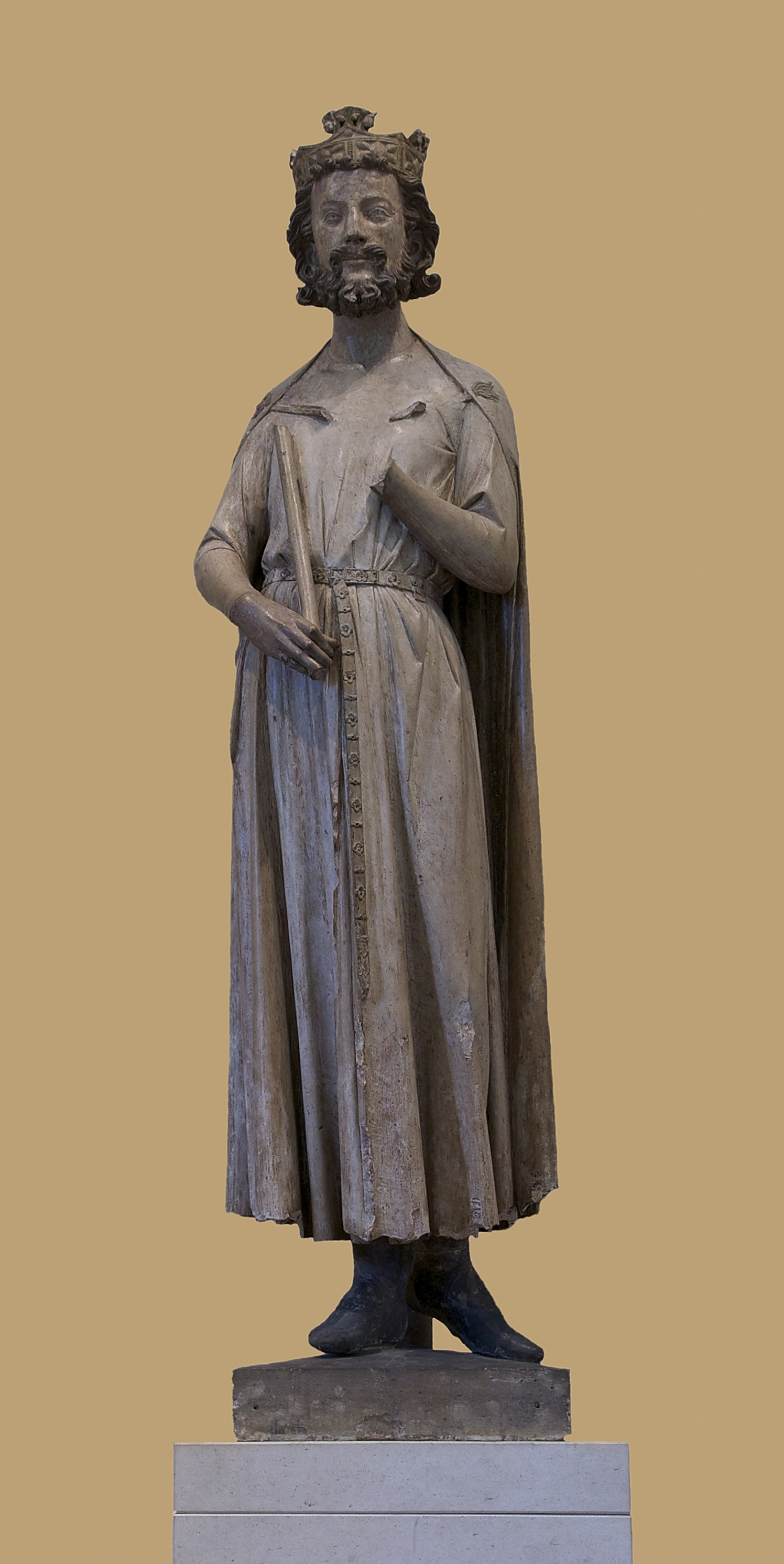
Estatua de Childeberto I que se conserva en el Louvre.

A la muerte de su padre, en el 511, el reino se dividió entre sus cuatro hijos y él heredó la ciudad de París y el territorio que comprendía por el norte hasta el Somme y por el oeste hasta el canal de la Mancha. Se convirtió en rey de París.
A la muerte de su hermano Clodomiro, rey de Orleans, con la ayuda de su otro hermano, Clotario, rey de Soissons, hizo degollar a sus sobrinos para apropiarse de la herencia. Se convirtió en rey de Orleans.
En el 534, ayudado por Clotario, conquistó el reino burgundio (Burgundia). Este nuevo reino fue correinado entre ellos.
Hizo varias expediciones contra los visigodos de España. En el año 542 se apropió de Pamplona con la ayuda de Clotario. Cercó Zaragoza, pero fue obligado a retirarse. De esta expedición llevó a París una preciosa reliquia, la túnica de San Vicente, en honor de quién hizo construir a las puertas de París el famoso monasterio de San Vicente, conocido posteriormente como la Abadía de Saint-Germain-des-Prés.
En el 558, murió sin descendencia masculina, y Clotario se apoderó de su reino y reunificó el reino de Clodoveo.
Fue enterrado en la abadía que había fundado, cuya tumba ha sido descubierta. Saint-Germain-des-Prés se convirtió en la necrópolis real de los reyes de Neustria hasta el año 675. No tuvo hijos varones, pero sí dos hijas, Crodoberga y Crodesinda, de su esposa Ultragotha.